# Galaxy AI
Galaxy AI（ギャラクシーAI）は、サムスン電子がモバイルデバイス「Galaxy」シリーズ向けに開発した人工知能（AI）機能である。2024年1月にSamsung Galaxy S24シリーズと共に発表されたGalaxy AIは、オンデバイスAIとクラウドベースのAI技術を組み合わせ、 サムスンのエコシステム全体にわたって多彩なAI機能を提供している。この製品群には、リアルタイム翻訳、AIを活用した写真編集、生成型検索ツールなどの機能が含まれている。

## 概要
Galaxy AIは、サムスン独自のAIモデルと、ジェミニ をはじめとするGoogleのパートナー技術を組み合わせ、 ユーザーの行動や状況に最適化された機能を提供する。 このAI機能群は、リアルタイム支援、コンテンツ生成ツール、生産性向上機能などを備え、ユーザー体験を向上させることを目的として設計されている。

## 機能
Galaxy AIは、多様な機能をカバーする複数のAIを活用したツールを提供している。

### AIコミュニケーション (Communication)

#### 通話アシスト
通話アシスト（Call Assist）は、通話中に双方向の音声およびテキスト翻訳をサポートするライブ翻訳と、通話内容を文字に書き起こして音声で再生するテキスト通話という2つの機能により、通話体験を向上させる機能である。
これらの機能は、対応するGalaxyデバイスに搭載された標準の電話アプリに内蔵されており、アクセシビリティと多言語でのコミュニケーションの改善を目的に設計された。

#### チャットアシスト
チャットアシスト（Writing Assist）は、Samsungキーボードに搭載されたAIベースの機能であり、リアルタイム翻訳、文章生成、文のリライトなど、状況に応じた多様な執筆支援ツールを提供する。この機能は、メッセージアプリ、Eメール、ソーシャルメディアなどさまざまなアプリに対応しており、文脈に即した返信文の作成を支援する。フォーマルまたはカジュアルな語調の選択、文法やスペルのチェック、返信文例の提案といった機能も含まれている。 

#### 通訳
通訳（Interpreter）は、音声通話およびビデオ通話中にリアルタイム翻訳を提供することで、異なる言語を使用するユーザー間のコミュニケーションを可能にする機能である。この機能は、ビジネスや旅行など多様なシーンにおける多言語コミュニケーションを支援し、翻訳結果を画面に表示するとともに、自動言語認識によって双方向の対話を実現する。

### AIノートテイキング（Notetaking）

#### ノートアシスト
ノートアシスト（Note Assist）は、会議や講義中の要点を自動的に記録し、整理された形式のノートを生成する機能である。
ユーザーの筆記スタイルに合わせて要約を提供し、重要な情報をハイライト表示することで、復習や共有を容易にする。また、Samsung Notes内では、視認性と利便性を高めるためのフォーマット機能や整理ツールも備えている。

#### 文字起こしアシスト
文字起こしアシスト（Transcript Assist）は、標準の音声録音アプリに統合された機能であり、録音した音声をテキストに変換し、さらに要約や翻訳もサポートする高度なツールである。
ユーザーは、音声で記録した内容を自動的に文字に変換し、アプリ内で要約と翻訳結果を即座に確認できるため、生産性とアクセシビリティの向上に寄与する。

### AIカメラ

#### プロビジュアルエンジン
ProVisual Engine（プロビジュアルエンジン）は、サムスン電子がモバイルデバイス向けに開発したAIベースの画像処理システムである。
このシステムは、シーン認識とリアルタイム最適化により、色彩、ダイナミックレンジ、ノイズレベルなどを自動で調整し、画像の品質を向上させる。
ユーザーは、明るさ、コントラスト、彩度、シャープネスなどの手動調整機能を利用して、画像を細部まで調整することができる。

#### ナイトグラフィー
ナイトグラフィー（Nightography）は、プロビジュアルエンジン の主要機能の一つであり、低照度環境における写真や動画の品質を改善することを目的に設計されている。この機能は、ノイズリダクション技術と高度なセンサー技術を活用し、露出設定を最適化するとともに、動きによるブレを低減することで、暗所でも鮮明な映像を撮影できるよう支援する。

### AI検索（Search）

#### かこって検索（Circle to Search）
かこって検索（Circle to Search）は、画面上で任意の領域を円で囲むことで、アプリを終了せずにそのコンテンツに関する情報を即座に検索できる機能である。この機能は、ユーザーが指定した領域内の製品、ランドマーク、テキストなどを認識し、文脈に応じた検索結果を提供することで、作業を中断することなくマルチタスクを可能にする。

#### AIセレクト（AI Select）
AIセレクト（AI Select）は、画面に表示されたコンテンツをAIが分析し、ユーザーの状況に応じたパーソナライズされた提案を行う機能である。たとえば、写真を壁紙として設定したり、動画からGIFを生成したりといった操作が可能である。
この機能は、画面上のコンテンツをAIで解析することで、ユーザーの反復的な作業の効率化を支援する。

#### ウェブアシスト（Browsing Assist）
ウェブアシスト（Browsing Assist）は、Samsung Internetブラウザ内でテキストベースのウェブコンテンツの要点を要約し、ユーザーがページ全体を読まずとも主要な情報を迅速に把握できるよう支援する機能である。本機能は、現在のところテキスト情報のみを対象とし、翻訳にも対応している。情報へのアクセス性と可読性の向上を目的として設計されている。

### AI写真編集

#### AIスケッチ
AIスケッチ（Sketch to Image）は、AIを活用し、スケッチ、写真、テキストによる説明など、さまざまな形式をもとに画像を生成する機能である。写真ベース、ドローイングベース、テキストベースによる画像生成に対応しており、AIによる補正やフィルターの適用を通じて、視覚的な演出が加えられた画像を作成する。Sペンに対応しており、音声入力によるプロンプトベースの生成にも対応する。この機能は、Samsung Galleryアプリ、Samsung Notes、エッジパネルなどで利用可能である。

#### ポートレートスタジオ
ポートレートスタジオ（Portrait Studio）は、AIを活用し、写真またはスケッチをもとに人物画像を生成する機能である。 写真ベースとドローイングベースの人物画像生成の両方に対応しており、AIによる補正や視覚効果の適用によって、演出が反映された人物画像を生成することができる。本機能はSamsung Galleryアプリで提供され、通常のタッチ操作でも利用可能である。

#### 生成AI編集
生成AI編集 （Generative Edit）は、写真編集機能を高度化するものであり、オブジェクトの除去、背景の拡張、スマートなサイズ調整などの高度な編集作業を可能にする。AIを活用して画像の空白部分を自然に補完し、元の画質と完成度を維持したまま編集を行うことができる。 

### AIビデオ編集

#### オーディオ消しゴム（Audio Eraser）
オーディオ消しゴム（Audio Eraser）は、通話中に背景ノイズを検出して除去し、音声の明瞭度を高める機能である。この機能は、音声と周囲の雑音を自動で区別し、さまざまな環境において相手の声をより鮮明に聞き取れるよう支援する。リアルタイムで動作し、ユーザーの操作なしに安定した通話品質を維持できるよう設計されている。

#### 自動トリミング（Auto Trim）
自動トリミング（Auto Trim）は、映像編集を支援する機能であり、視覚的または文脈的な手がかりに基づいて、興味深いシーンを自動的に識別・抽出する。この機能により、ユーザーは長尺の映像を短いハイライト動画へと容易に編集でき、手動による編集作業の負担を軽減することができる。 

#### インスタントスローモーション（Instant Slow-mo）
インスタントスローモーション（Instant Slow-mo）は、撮影済みの映像に対して、任意の区間にスローモーション効果を適用できる機能である。
AIが映像フレームを自動生成することで、撮影時にスローモーションモードを事前に設定していなくても、後からスロー再生を行うことが可能になる。
この機能は、Samsung ギャラリー アプリで映像を再生中に、対象のシーンを長押しすることで有効化できる。

### AIによる生産性向上

#### Now Bar
Now Barは、One UI 7とともに導入されたカスタマイズ可能な固定ツールバーであり、画面上のアクセシビリティを高めることを目的に設計されている。このツールバーを通じて、リアルタイムアクティビティ、ルーティン、アプリケーションのショートカットなどに迅速にアクセスすることができ、ロック画面やホーム画面上で主要な機能を直接操作できる。

#### Now Brief
Now Briefは、Galaxy AIの機能の一つであり、One UI 7とともに導入された。天気、カレンダーの予定、ニュースの要約など、日々の更新情報を提供し、端末内AIを活用して適切なタイミングでユーザーにパーソナライズされたブリーフィングを行う。この機能は、最小限の操作で必要な情報を確認できるよう設計されている。

#### クロスアプリアクション（Cross-app Action）
クロスアプリアクション（Cross-app Action）は、選択したテキストやコンテンツに基づいて、検索、翻訳、カレンダーの予定作成などの処理をアプリを切り替えることなく実行できる機能である。
この機能は、ユーザーの状況を認識して次の操作を提案し、Galaxy標準アプリのほか、対応する一部の外部アプリでも利用可能である。Samsung Notes、メッセージ、カレンダーなどの各種アプリにおいて、作業フローの効率化に貢献している。

### AIアシスト

#### BixbyとBixby Vision
Bixbyは音声、Bixby Visionは視覚情報を基に動作する機能である。Bixbyは音声コマンドによるハンズフリー操作を実現し、Bixby Visionはカメラを用いて物体や文字をリアルタイムで認識する。
- Bixby（ビクスビー）：ユーザーの音声入力によって多様なAI機能をコントロールできる音声アシスタントである。スマート機能や一部のシステムツールに音声でアクセスでき、「Hi Bixby（ハイ・ビクスビー）」といった音声コマンドや、対応するGalaxyデバイスのサイドボタンから起動可能である。[38]

- Bixby Vision（ビクスビービジョン）：AIを基盤とし、カメラを用いて物体認識、テキスト翻訳、バーコードのスキャンなどの機能を提供する。カメラアプリまたはギャラリーアプリから起動可能で、視覚情報に基づいて関連するコンテンツや情報を提示する。[39]

### AI壁紙

#### 生成AI壁紙（Generative Wallpaper）
生成AI壁紙（Generative Wallpaper）は、One UI 6.1で導入された機能であり、端末内の生成AIを活用して、ユーザーが選択したキーワード、スタイル、テーマに基づいて壁紙を自動生成する。
ユーザーの好みに合わせたカスタマイズ壁紙を作成できるこの機能は、Galaxyデバイスにおける生成AIの視覚的応用の一例である。

#### 今の天気壁紙 （Photo Ambient）
今の天気壁紙 （Photo Ambient）は、時間帯や周囲の照明、選択された写真の視覚的特徴をAIが解析し、それに応じて壁紙を自動的に調整する機能である。周囲の環境を認識し、状況に適した壁紙へと自動的に切り替えることで、視覚体験の最適化を図る。

### AI健康管理

#### 健康アシスト（Health Assist）
健康アシスト（Health Assist）は、Samsung Healthアプリに搭載されたAIベースの機能であり、ユーザーの健康状態を分析し、それに基づいてパーソナライズされた情報を提供する。この機能は、睡眠パターン、活動レベル、心拍数などを総合的に評価し、「エナジースコア（Energy Score）」を算出することで、日々の身体的・精神的コンディションを簡潔に確認できるよう支援する。
この機能は、Galaxyスマートフォン、Galaxy Watch、Galaxy Ringなどの対応デバイスから収集された健康データを統合して提供される。

このような機能は、プライバシー保護が重視される処理には端末内AIを用い、より高度な処理が求められる場合にはクラウドベースのAIを活用するよう設計されている。

### 対応デバイス
Galaxy AIは、2024年1月にGalaxy S24シリーズとともに初めて発表された。サムスンは、AI機能を2025年末まで対応デバイスに対して無償で提供する予定であると発表している。
当初はGalaxy S24シリーズのみに搭載されていたが、その後のソフトウェアアップデートを通じて、さまざまなGalaxyデバイスへと対応範囲が拡大された。
2025年時点で、Galaxy AIは以下のデバイスで利用可能である。
Galaxy AIは、2024年1月にGalaxy S24シリーズとともに初めて発表された。サムスンは、AI機能を2025年末まで対応デバイスに対して無償で提供する予定であると発表している。
当初はGalaxy S24シリーズのみに搭載されていたが、その後のソフトウェアアップデートを通じて、さまざまなGalaxyデバイスへと対応範囲が拡大された。
2025年時点で、Galaxy AIは以下のデバイスで利用可能である。
Samsung Galaxy Sシリーズ
- Galaxy S25, S25+, S25 Ultra
- Galaxy S24, S24+, S24 Ultra, S24 FE
- Galaxy S23, S23+, S23 Ultra, S23 FE
- Galaxy S22, S22+, S22 Ultra
- Galaxy S21, S21+, S21 Ultra, S21 FE（一部AI機能のみ対応）

Samsung Galaxy Zシリーズ
- Samsung Galaxy Z Fold7, Samsung Galaxy Z Flip7
- Samsung Galaxy Z Fold6, Samsung Galaxy Z Flip6
- Samsung Galaxy Z Fold5, Samsung Galaxy Z Flip5
- Samsung Galaxy Z Fold4, Samsung Galaxy Z Flip4
- Samsung Galaxy Z Fold3, Samsung Galaxy Z Flip3（一部AI機能のみ対応）

Samsung Galaxy Tabシリーズ
- Galaxy Tab S9, S9+, S9 Ultra
- Galaxy Tab S8, S8+, S8 Ultra

Samsung Galaxy Aシリーズ
- Samsung Galaxy A55 5G
- Samsung Galaxy A54 5G
- Samsung Galaxy A35 5G
- Samsung Galaxy A34 5G

Samsung Galaxyウェアラブル
- Samsung Galaxy Watch7, Samsung Galaxy Watch6（一部AI機能のみ対応）
- Samsung Galaxy Buds3, Samsung Galaxy Buds3 Pro（AIベースのオーディオ処理に一部対応）

サムスン電子は今後、ソフトウェアアップデートを通じて、Galaxy AI機能をさらに多くのGalaxyデバイスへ拡大する計画であると発表している。

## プライバシー保護と倫理
サムスンは、Galaxy AIの開発においてプライバシー保護と倫理的なAIの実現を主要な課題として位置づけている。ユーザーデータを保護するため、以下の取り組みが実施されている。
- 機密性の高いAI機能にはオンデバイス（デバイス内）処理を採用し、外部サーバーへのデータ送信を最小限に抑制している
- 高度な処理が必要な機能に限り、暗号化されたクラウドベースのAIを選択的に適用している
- 公平性・透明性・説明責任に基づいたAI倫理原則を策定し、これに則って運用している

また、ユーザーが明示的に同意しない限り、AI機能を通じて処理されたユーザーデータは保存されたり、AIモデルの学習に利用されたりすることはないと説明されている。